# كأس إسكتلندا 1892–93
كأس اسكتلندا 1892–93 (بالإنجليزية: 1892–93 Scottish Cup)‏ هو موسم من كأس اسكتلندا. فاز فيه نادي كوينز بارك.